# 玫瑰崗學校
玫瑰崗學校曾是香港一間由天主教道明會於1959年創辦的私立學校，曾設有幼稚園、小學、中學部，於2024年9月停辦。
該校校訓是「信守真理」，並以著重培養學生的責任感，使成為對社會有用的公民及虔誠的天主教徒為辦學宗旨。
2023年9月15日，道爾頓基金會和玫瑰崗學校辦學團體道明會宣布兩校合併，香港道爾頓學校將於2024/25學年起，接辦玫瑰崗幼稚園和玫瑰崗學校，改名道爾頓學校（玫瑰崗），其後會將小學的國際班擴展至中學，成為一條龍私校。

## 校監
玫瑰崗學校校監由道明會神父擔任，從2015年起至2018校監是道明會沈卓時神父，以繼任其上任校監左旭華神父之工作。
由2018-19學年起，玫瑰崗學校校監及法團校董會主席由何幼孫（雅欽）神父擔任，直至學校結束運作為止。

## 中學部歷任校長
自創校以來，玫瑰崗學校（中學部）的校長一職，均由道明會神父擔任，自2006年9月起，校長一職由叢培森先生擔任，叢培森先生成為玫瑰崗學校歷史上首位華人中學部校長。最後一任校長為蘇佩婷女士。
- 2006年－2012年：叢培森
- 2012年－2015年：關治邦
- 2015年－2018年：黃碧瑜
- 2018年－2024年：蘇佩婷

## 中學部
玫瑰崗學校（中學部）原本計劃於2024年停止取錄新生，在現有學生按資助模式就讀至2025/26學年後結束運作。然而道明會突然於2023年12月決定提早到2024年9月停辦，原有學生需要於下學年起轉到至余振強紀念第二中學，相關決定的認受性受到質疑。

### 地理教育
玫瑰崗學校（中學部）的地理科，在舊制香港中學會考時代，屬中四、中五學生文科班的必修科，而中六及中七的預科學生，則可選擇報讀香港高級程度會考高級程度（俗稱「AL」）的地理科。然而，預科課程不設高級補充程度（俗稱「ASL」）地理科的選擇。
2008年7月之前，玫瑰崗學校（中學部）在中六及中七地理班推行「雙地理科老師制」；「自然地理學」課程和「農業地理學」課程兼「都市地理學」課程，均分別由兩位老師教授。應考香港高級程度會考地理科學生，「自然地理學」課，以及「農業地理學」兼「都市地理學」課均須上課。
2009年起，因應三三四高中教育改革，玫瑰崗學校改為讓學生應考香港中學文憑考試的地理科考試。

### 主要活動
- 綜合學習週（Integrated Learning Week）
- 家長教師會英文及中文作文比賽（Parent-Teacher Association English and Chinese Essay Writing Competition）
- 師生同樂日（Teacher-Student Day）
- 宗教週（Religious Week）
- 全港非華語中學生粵語朗誦比賽（Cantonese Speech Contest for Non-Chinese Speaking (NCS) Secondary Students）
- 大型商場聖誕歌曲獻唱（Christmas Choral Performances at different shopping arcades）- 由歌詠團舉辦
- Rainbow Connection - 由歌詠團舉辦
- 外籍歌詠團歌手到訪交流（Invitation of Overseas Choir Singers to Rosaryhill School） - 由音樂科及歌詠團舉辦
- 環保時裝設計比賽（Eco-Fashion Show） - 由視覺藝術科舉辦
- 陸運會（Athletic Meet）
- 水運會（Swimming Gala）
- 越野賽跑（Cross Country Competition）
- 社際跳繩比賽（Inter-House Rope Skipping Competition）
- 社際話劇比賽（Inter-House Drama Competition）
- 社際常識問答比賽（Inter-House Quiz）
- 社際插花比賽（Inter-House Flower Arrangement Competition）
- 歌唱比賽（Singing Contest）- 由學生會執行幹事會（Student Council Executive Committee）舉辦
- 步行籌款（Walkathon）
- 行政長官模擬選舉（HKSAR Chief Executive Mock Election）- 由學生會執行幹事會（Student Council Executive Committee）舉辦
- 玫瑰崗學校挑戰盃（Rosaryhill School Sports Tournament） - 由體育聯會（Sports Association）舉辦
- 玫瑰崗學校「啟導同行」計劃（Rosaryhill School Mentorship Programme） - 由玫瑰崗舊生會（Rosaryhill School Old Student Association）舉辦

### 聯課活動組
「聯課活動組」（Co-Curricular Activities Committee）於1994年創立，轄下的單位如下：
- 學生會執行幹事會（Student Council Executive Committee）- 每年開學初期舉辦學生會選舉，每次選舉均有兩個內閣競選，由全校學生一人一票選出其中之一個內閣。學生會執行幹事會成員，亦同時有「學生領袖」（Student Leaders）的身份，履行風紀的職責。
- 學生會代表會（Student Council Representative Committee）- 由各社的「學生領袖」（Student Leaders）組成，負責監察「學生會執行幹事會」的工作。
- 學生會服務組（Student Council Service Team）- 協助「學生會執行幹事會」進行關愛地區弱勢社群的服務工作。
- 《崗暉》編輯部（Rosarian Editorial Board）- 報導校園新聞及刊登文集，向「學生會執行幹事會」負責
- 社長聯會（House Captain Liaison Committee）- 每個社各派出兩位社長組成
- 社制執行幹事會（House Executive Committee）- 六個社的民選社長組成，他們亦同時有「學生領袖」（Student Leaders）的身份，履行風紀的職責。
- 體育聯會（Sports Association）- 由各體育校隊的代表組成
- 新青年學社（New Youth Society）- 舊稱「天主教同學會」，由道明會宗教部管轄
- 輔祭服務組（Altar Service Team）- 由道明會宗教部管轄
- 訓導組（Discipline Team）- 由各社的「學生領袖」（Student Leaders）履行風紀職務，並選出風紀隊長。
- 圖書館服務組（Library Service Team）
- 紅十字會青年團（Red Cross Youth Unit）
- 童軍（ Scout Troop）
- 青年大使組（Youth Ambassadors Team）
- 學校歌詠團（School Choir）
- 歌唱及結他學會（Singing and Guitar Club）
- 醒獅隊（Lion Dance Team）
- 手機Apps程式編寫學會（Mobile Apps Programming Club）
- 園藝學會（Horticulture Club）
- 校刊編輯部（School Annual Editorial Board）- 每年均出版校刊，成員負責幼稚園、小學部及中學部活動新聞的編輯工作。

### 社制
分為六社，由「聯課活動組」（Co-Curricular Activities Committee）轄下的「社長聯會」（House Captain Liaison Committee）管理，各社的「學生領袖」（Student Leaders）同時負責訓導組風紀的職務，每位老師（包括兩位副校長及學生事務主任）均有所屬的社；各社的社長，均由其各級社員一人一票民選產生，組成「社制執行幹事會」（House Executive Committee）：
- 龍社（Dragon House）

社色是黃色，吉祥物是龍
- 鷹社（Eagle House）

社色是啡色，吉祥物是鷹
- 紅鶴社（Flamingo House）

社色是紅色，吉祥物是紅鶴
- 孔雀社（Peacock House）

社色是藍色，吉祥物是孔雀
- 鳳凰社（Phoenix House）

社色是橙色，吉祥物是鳳凰
- 麒麟社（Unicorn House）

社色是綠色，吉祥物是麒麟

### 獎勵計劃
每年學期末均由九位校長老師選出「Student of the Year」、「Student Artist of the Year」、「Sportsboy of the Year」及「Sportsgirl of the Year」各一名。

## 香港傑出學生選舉
直至2019年（第34屆），在香港傑出學生選舉共出產2名傑出學生。

## 校友
- 何周禮，MH：建築設計師[5]
- 楊鎧凝：香港女童星（2014年幼稚園畢業）
- 甄楚倩：歌手（1982年小六[6]、1983年中一[7]）
- 高可慧：配音員、演員
- 陳灝瑋：配音員
- 李安邦：配音員（2000年小學部）
- 王敏奕：演員（2009年中五）[8]
- 陳慧琳：歌手、演員、藝人、設計師（中五畢業 會考4分）[9]
- 陳穎妍：演員（中學部）
- 梁家輝：演員
- 劉雅麗：舞台劇演員（小學及中學部）[10]
- 蔡卓妍：歌手（中學部）[11]
- 鄧一君：前演員（預科）
- 郭可盈：演員[12]
- 朱慧敏：演員（小學及中學部）
- 黃泆潼：演員（預科）
- 周國賢：歌手（小一至中二）[13]
- 江芷妮：演員
- 吳日言：演員、歌手（預科）
- 鄧兆尊：演員（中學部）
- 錢嘉樂：演員（中一）[14]
- 朱斐斐：演員（2012年中七）[15]
- 李芷晴：演員（2012年中七）[15]
- 丁子峻：演員
- 麥子樂：演員（小學及中學部）
- 岑寶兒：演員（中學部）
- 譚永浩：演員、主持（預科）
- 莫家堯：前香港演員、商人（1984年中五[16]）
- 楊熙：填詞人（中學部）
- 于仁泰：香港與美國好萊塢導演（小學部）
- 鍾鎮濤：香港男歌手[17]
- 張國榮：已故香港歌手、演員（中學部）[9]
- 翁美玲：已故香港演員（小一至中四）
- 胡心諾：模特兒（中學部）
- 周凱盈：模特兒（中學部）
- 何紫綸：模特兒、演員
- 何美婷：前香港演員（1985年中五）
- 羅明珠：已故香港女演員（1981年小六）
- 張景淳：演員（中一）[18]
- 伍家謙：前亞視新聞、前無綫新聞首席體育記者、主播（中學部）[19]
- 羅若安：前無綫新聞高級記者、主播（中學部）
- 趙珮瑜：前無綫新聞記者
- 柯碧君：前無綫新聞記者，現職華爾街日報
- 葉百安：現任Now寬頻電視新聞記者
- 梁祖堯：舞台劇演員、電視節目主持（幼稚園至中五）[20]
- 黃嘉瀛：香港藝術家
- 梁伯韜：花旗集團亞太區主席（中學部）
- 陳智思，大紫荊勳賢，JP：前行政會議召集人、亞洲金融集團總裁（中學部）[11]
- 陳素瑩：前女子歌唱組合Cookies成員
- 楊麗珊：亞洲電視《亞洲星光大道3》冠軍
- 譚杏藍：亞洲電視《亞洲星光大道1》參賽者，化妝影片博客，ViuTV《撈出個世界》葡萄牙之旅主持[21]
- 劉沛蘅：ViuTV《膠戰》主持（2008年中五）
- 陳皓雲: 演員、前香港有線電視藝人
- 王澄烽：第四十五屆香港中文大學學生會會長
- 李冠良：香港藝術家
- 李銘皆：2009年東亞運動會男子英式桌球單打賽的銀牌得主
- 潘明倫：香港浸會大學協理副校長（跨學科研究）
- 林奕華：導演、編劇、作家（中學部）[22]
- 許嘉浩（Karl、綠魔）：形象指導（中學部）[23]
- 容海恩，JP：立法會議員（選舉委員會）、新民黨成員、執業大律師 （中學部）[24]
- 顏福偉：白花油國際有限公司執行董事兼行政總裁（小學部）[25]
- 陳漢儀，SBS：前衛生署署長（幼稚園至中學部）[26]
- 梁繼昌：前立法會議員（會計界）（1974年小學部畢業）
- 葛珮帆，BBS，JP：立法會議員（選舉委員會）（小一至小三）[27]
- 文子星：恐怖分子[28]
- 容樹恆：威爾斯親王醫院骨科醫生、2009年香港十大傑出青年（小學至中七）[29]
- 張錦祥：香港名廚[30]
- 彭晴：香港唱片騎師（幼稚園至小學）[註 1]
- 何晶晶：香港配音員（1995年小六）
- 黃大鈞：香港新聞從業員（小學部）[註 2]
- 齊樂平：香港著名作曲人（幼稚園至小二）
- 黃雪兒：香港女童星（2016年幼稚園畢業）
- 盧志偉：前政務科首席助理政務司、前醫院事務署助理署長（1965年小六）[31]
- 周守仁：天主教香港教區主教[32]（1971年小五[33]）
- 徐區懿華：福建中學附屬學校校長（幼稚園至中學部）[34]
- 畢東尼：前香港觀塘區議會麗晶選區議員[35]
- 樂美森：前加拿大中僑互助會主席[36]
- 邵信明：京港地鐵總經理（小學至中三）[37]

## 玫瑰崗學校小堂
玫瑰崗學校小堂（英語：Rosaryhill School Chapel），位於香港灣仔中半山司徒拔道41號B （玫瑰崗學校）。於1988年至1992年，名為聖大亞伯爾小堂，1993年易名為玫瑰崗學校小堂，並屬於跑馬地聖瑪加利大堂區。

### 彌撒及禮儀時間
- 主日提前彌撒：17:00（德語）/18:00（法語）
- 主日彌撒：10:30（英語）

## 新聞事件
2009年，該校被揭發學生集體吸毒事件，有四名女生聲稱不開心，在校內更衣室懷疑吸食氯胺酮（俗稱「索K」），有學生見狀通知訓導主任，當時教師發現女生無異樣，但查問時有女生承認曾索K，老師搜查則沒有發現毒品及藥物。校方表示按照警民關係組的警長指示，由學校自行處理，當時警長指無證據，學生表現亦如常。校方最終沒有報警，亦未有通知教育局，只向學生記小過，並要求見家長及停課一天作懲處，事件被轟有隱瞞之嫌。警方主動介入該宗名校毒品案及到校查明真相和毒品來源。涉嫌索K女生分別是三名中二及一名中四的女生。
2011年，一名中一男生因不想加入黑社會，遭對方前後三次毆打和淋熱水，流血受傷。家人對校方處理態度感到非常不滿，而學校未有作出回應。
2019年4月，一名16歲中三學生被另一名17歲中二菲律賓籍學生以原子筆刺傷臉部慘遭毀容。傷者左面頰留下兩道約3吋長傷口，情況嚴重，左臉頰縫了至少70針。學生表示雖很想重返校園，但擔心會遭報復。而且心裏留下很大陰影。其母親表示會追究到底，還兒子一個公道。警方正就事件展開調查。施襲男生被控傷人罪，裁判官認為無論事主與被告，其證供都有不實之處，疑點利益歸於被告，裁定被告罪名不成立。

## 合併爭議
2023年9月15日，道爾頓基金會和玫瑰崗學校辦學團體道明會宣佈兩校合併，道爾頓學校將於2024/25學年起，接辦玫瑰崗幼稚園和玫瑰崗學校，改名道爾頓學校（玫瑰崗），其後會將小學的國際班擴展至中學，成為一條龍私校。
2023年9月17日下午，玫瑰崗學校校長蘇佩婷及家長教師會分別發聲明反駁，指玫瑰崗中學的學生人數一直在增加，學生規模正不斷擴大。另外，辦學團體指關閉中學部的原因之一是財務困難，蘇佩婷指反駁稱，近年校學校更添置了不少新設施，在政府的資助下所有設施已投入使用，學校設施的持續更新進一步表明沒有財務困難的情況。
校方批評道明會向持份者披露信息的時間非常緊迫且不合理，信函發出的時間與會議舉行的時間相隔不足 24 小時，「各持份者，特別是家長，根本沒有足夠時間安排參加家長大會，甚至閱讀信函，對於未能參加大會 的家長來說絕不公平。」立法會教育界議員朱國強認為，當局應研究安排玫瑰崗中學，與理念相近的中學逐步合併，「讓學生逐步過渡至新校，安排較合理，對他們影響亦最少」；教育工作者工會主席黃建豪則認為，辦團事前未諮詢法團校董會，教師遣散安排等或未充分討論，「停辦不應該是辦學團體說了算」。教育局十分關注事件，已敦促辦團及校方要充分保障學生的福祉，與持份者保持良好溝通，按需要向學生提供適切輔導和支援。當局會繼續與相關辦團及學校，保持溝通及提供協助。
2023年10月11日，玫瑰崗中學因辦學團體道明會放棄辦學權面臨殺校，學生曾經拍片向特首李家超求救，但片段到同月14日全面在多個社交平台下架，有教師質疑局方施壓。教育局在同月15日表示，任何影響學生的學習和身心發展的舉動必須立刻制止。
2023年12月，道明會決定提早到2024年9月停辦中學部，屆時原有學生需要於下學年起轉到至余振強紀念第二中學，相關決定的認受性亦受質疑。

## 外部連結
- 玫瑰崗學校（页面存档备份，存于）
- 玫瑰崗學校舊生會（页面存档备份，存于）
- .   [2019-04-15]. （原始内容存档于2018-07-25）.

22°15′49″N 114°10′57″E / 22.263703°N 114.182374°E